# Vrouwe- en Antonie Gasthuys
El  Vrouwe- en Antonie Gasthuys és un hofje del carrer Klein Heiligland de Haarlem (Països Baixos). És obert en dies feiners des del 17 d'octubre des del 2000.

## Història de la fundació
Aquest hofje fou posat en marxa per una fundació caritativa anomenada Vrouwe- en Antonie Gasthuis, que fou fundada l'any 1726 com a fusió des de dues fundacions cristianes de Haarlem datades del 1440. Una era per les dones necessitades de refugi. Era anomenat Onze Lieve Vrouwegasthuys op Bakenes (Hospici Verge Beneït de Bakenes), fundat el 14 de febrer (El Dia de Sant Valentí) per Claes Brensoenzoon i sota la direcció del Bakenesserkerk. El terme "op Bakenes" era per diferenciar aquesta fundació del Onze Lieve Vrouwegasthuys situat al Jansstraat que fou fundat per Hugo Van Assendelft el 1435 (avui conegut com el St. Barbaragasthuis). L'altre era per ambdós sexes i era anomenat el St. Anthoniegasthuys, fundat l'1 de juliol (O.L. Vrouwen visitatie) per Claes Dierdtssen sota la direcció dels germans de St. Anthony (també anomenats com l'«Heilige Kruisgilde» o el gremi de la Santa Creu) en l'Hagestraat. Aquests dos Gasthuysen funcionaren independentment com «refugis comuns per a cristians» fins després de la Reforma Protestant, quan tota la propietat tornà a revertir a l'ajuntament de Haarlem el 1581. Les dues fundacions llavors deixaren la seva direcció relacionada amb l'Església i continuaren operant com a hofjes independentment l'una de l'altra fins que es fusionaren finalment com una fundació l'any 1726.

### Primeres localitzacions
La fundació "OLV" estava situada originalment al Klerksteeg a la cantonada de Voochtensteeg (que se situava al sud del Bakenesserkerk i es trobava amb el Koudenhorn, en algun lloc prop de la localització del Teylers Hofje). La localització original de la fundació "St. Anthony" era pròxima a la cara est del Spaarne al Hagestraat o "carretera de High" on arribaven la majoria dels pelegrins que venien a Haarlem per venerar les relíquies de Sint-bavokerk allà. La fundació fusionada es va moure de la seva localització present el 1787. El tràfic de pelegrins abans d'aquell temps es reduí a causa del nombre de guerres europees, però la raó principal per moure's era que l'anterior porta a la ciutat en l'Hagestraat ja no s'utilitzava. La majoria de tràfic de la ciutat arribava per trekschuit i la localització nova era prop d'un port de vaixells. La fundació comprà la localització actual de la Fundació Teyler, i aconseguí un hofje allà que Pieter Teyler van der Hulst fundà el 1729. Aquell hofje i els seus habitants passaren aquell any a les instal·lacions noves en una localització molt més prestigiosa al riu Spaarne. Potser la fundació no es podria permetre reconstruir i de disposar d'instal·lacions amb el Teylers Stichting, que construïa el seu hofje nou en el que era prèviament terra tinguda per la Fundació "OLV".

## Història del complex

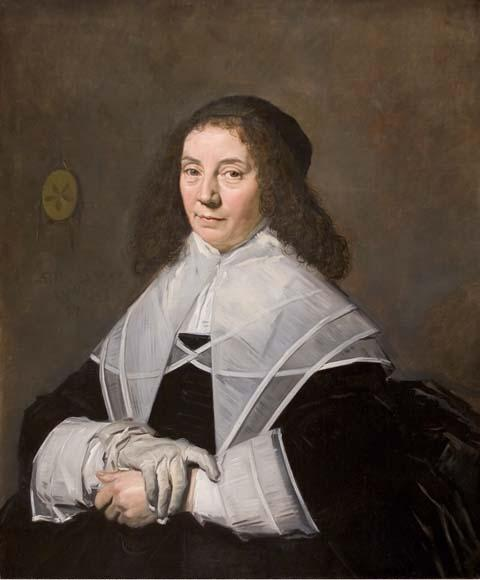
Dorothea Berck, propietària del hofje, pintada per Frans Hals el 1644

Avui el complex sencer és protegit pel Rijksdienst Voor Het Cultureel Erfgoed (RCE) com a Monument Nacional. L'edifici central és la part més vella i data des de 1648, quan s'anomenava el Hofje Bogaert, després que un ric sabonaire Mennonita de Haarlem anomenat Pieter Joosten Bogaert, que tenia una casa gran en el Grote Houtstraat li agradà la casa d'un altre pensionista en el costat oposat del carrer, el Proveniershuis. Després de la mort de Bogaert, els espais de pensionista (Neerlandès: cameren) foren construïts de fusta al llarg de les vores del seu jardí del darrere amb la seva pròpia entrada lateral a un carreró que connecta del sud Franekersteeg (que ja no existeix) entre el Klein Heiligland i el Grote Houtstraat. En aquell temps els regents i els pensionistes que necessitats d'assistència s'allotjaven en general casa que es construïen d'esquena amb un altre revestiment d'edifici del carrer de compra. Quan la fundació Bogaert es quedà sense fons, passava dins de la comunitat mennonita coneguda com El Bloc, a un altre mennonita, la vídua Dorothea Berck, que li comprà per commemorar el seu marit, Josephus Coymans el 1655. Llavors passà en mans del comerciant de seda Jan Kolder, abans de ser venut al comerciant de seda Pieter Teyler van der Hulst el 1729, que el comprà per conemmorar la seva muller després del seu matrimoni en el mateix any. Ell feu els primers canvis seriosos al complex. Afegí les ales de costat de pedra per a pensionistes el 1730, millorant les seves condicions de vida, i creà l'entrada principal en el Klein Heiligland. Abans d'aquell temps la casa més vella de Bogaert en el Grote Houtstraat havia canviat de mans (avui des del Grote Houtstraat no es pot veure res del hofje).
Després de la mort de Teyler passava en mans de la Fundació Teyler que continuava la tradició en nom de Pieter Teyler, no de la seva muller. Més tard feren el tracte amb la fundació Vrouwe- en Antonie Gasthuis, quan tingueren un hofje nou i modern construït per als seus pensionistes en el Spaarne.